# لي يان (لاعب كرة قدم)
لي يان (بالصينية: 李彦) (20 يونيو 1980 في الصين - ) هو لاعب كرة قدم صيني في مركز الوسط. شارك مع منتخب الصين لكرة القدم. أما مع النوادي، فقد لعب مع جيجيانغ غرينتاون ونادي غويزهو رينهي وNew Zealand Knights FC ‏.

## وصلات خارجية
- لي يان (لاعب كرة قدم) على موقع قاعدة بيانات كرة القدم.إي يو (الإنجليزية)
- لي يان (لاعب كرة قدم) على موقع ناشيونال فوتبول تيمز (الإنجليزية)